# أرتور غورسكي
أرتور غورسكي هو أستاذ جامعي وسياسي بولندي، ولد في 30 يناير 1970 في وارسو في بولندا، وتوفي في 1 أبريل 2016 في بولندا بسبب ابيضاض الدم. نشط حزبياً في حزب العدالة والقانون البولندي. وقد انتخب عضو سيم ‏.

## وصلات خارجية
- الموقع الرسمي